# Espen Isaksen
Espen Hugo Isaksen (Narvik, 16 gennaio 1979) è un dirigente sportivo ed ex calciatore norvegese, di ruolo portiere.

## Carriera

### Giocatore

#### Club
Isaksen iniziò la carriera con la maglia del Rosenborg. Nel 2001 passò al Byåsen, per cui debuttò in 1. divisjon in data 6 maggio, nella sconfitta per 3-0 in casa del Sandefjord. Si trasferì poi all'Oslo Øst, per cui giocò per due stagioni: esordì con questa casacca il 14 aprile 2002, nel pareggio per 1-1 contro lo Aalesund.
Dopo due stagioni allo Stabæk, il 9 dicembre 2005 firmò un contratto con l'Odd Grenland. Il 12 luglio 2006 debuttò così nella Tippeligaen, scendendo in campo nel 2-2 contro il Lillestrøm a causa dell'espulsione del titolare Rune Almenning Jarstein.
In seguito, si trasferì al Tromsø, per cui esordì il 18 ottobre 2009, schierato titolare nel pareggio per 1-1 contro il Bodø/Glimt. Il 5 giugno 2014 tornò ufficialmente a giocare a calcio: lo Stabæk lo convinse infatti ad uscire dal ritiro per prendere il posto di Mandé Sayouba, convocato dalla Costa d'Avorio in vista del campionato del mondo 2014.
Il giocatore, tesserato al di fuori della finestra di mercato, si trovò al centro di una situazione particolare: i regolamenti norvegesi non gli permettevano infatti di essere schierato titolare, così l'allenatore Bob Bradley dovette scegliere un giocatore di movimento da impiegare al suo posto per poi sostituirlo rapidamente con Isaksen alla prima interruzione del gioco. La scelta cadde su Eirik Haugstad, sostituito poi dopo pochi secondi in occasione della sconfitta casalinga per 1-2 contro lo Start. La sua esperienza si concluse con questa partita.

### Dopo il ritiro
Terminata l'attività agonistica, diventò preparatore dei portieri al Tromsø. Successivamente, diventò direttore generale del Mosjøen. Il 13 dicembre 2013, divenne anche preparatore dei portieri per la Nazionale norvegese.